# Copiapite
La copiapite est un corps chimique minéral cristallin, un sulfate double de fer II et III, hydroxylé basique et fortement hydraté, de formule brute Fe2+Fe3+4[OH,(SO4)3]2• 20 H2O. Ce minéral assez rare de maille triclinique, jaune d'or ou jaune soufre, jaune orangé voire jaune verdâtre à l'état massif, de goût métallique est encore nommé copiapite ferreuse.
Elle peut très facilement contenir des ions magnésium, aluminium, zinc, cuivre ou calcium, qui prennent la place du fer II. La copiapite magnésienne se décrit aussi souvent par les formules chimiques (Mg,Fe)II,FeIII4 [OH, (SO4)3]2• 18 ou 20 H2O, où le couple sigle (Mg,Fe) désigne toutes les associations intermédiaires possibles entre la composition des ions solitaires Fe2+ (copiapite ferreuse) et Mg2+. La cuprocopiapite CuII,FeIII4 [OH, (SO4)3]2• 20 H2O qui contient des ions cuivre possède une couleur vert olive encore plus vive.
De densité avoisinant 2,1, tendre et légère, à clivage micacé, elle se présente sous forme d'agrégats écailleux ou grenus, dans les zones d'oxydation de la pyrite. Elle est associée à la mélantérite et à la fibroferrite. Les agrégats sont souvent pulvérulents ou subéreux. Il s'agit d'un minéral secondaire, un des termes sulfatés ultimes de la dégradation superficielle en milieu aride des minerais sulfurés, en particulier des très nombreuses variétés de sulfures de fer, notamment de la pyrite et marcassite Fe2S polymorphes ou encore de la chalcopyrite.

## Topotype
Localité de Copiapo au Chili.

## Description en minéralogie
Décrite en 1845 par le minéralogiste Haidinger à partir du topotype. En réalité, Johann August Friedrich Breithaupt a décrit dès 1823 un corps minéral sous le nom de Gelbeisenerz qui présente toutes les caractéristiques des copiapites. Gustav Rose, minéralogiste prussien berlinois, la décrit en 1833 dans les Annalen der Physik, Halle, Leipzig en tant qu'oxyde de fer basique de l'acide sulfurique. Il s'agit de la copiapite ferreuse.
Il existe divers synonymes, en réalité ce sont des variétés observées : quenstedtite (sur des secteurs de Copiapo), ihléite (commune sur le charbon ou sur les plans de graphite ou de roches graphiteuses), xanthosidérite (dans les mines de fer), misy ou misylite (dénomination précise de formes exclusivement poudreuses), jänosite ou violite, etc.
Au Chili, au voisinage des mines de cuivre, elle était encore nommée copperas jaune car les mineurs croyaient qu'il s'agissait de cuivre jaune, altéré et sans valeur, à l'instar de la pyrite par rapport à l'or.
Les variétés contenant des ions calcium, c'est-à-dire des copiapites calciques, sont parfois nommées tusiites.

## Cristallographie et cristallochimie
Les cristaux tabulaires sont rares. Leur clivage est parfait sur (010), l'éclat du plan de clivage est perlé.
Il existe des macles.
Le groupe de la copiapite comprend 7 minéraux cristallins, soit dans l'ordre alphabétique : aluminocopiapite, calciocopiapite, copiapite, cuprocopiapite, ferricopiapite, magnésiocopiapite, zincocopiapite.

## Propriétés chimiques et physiques
La composition en pourcentage massique correspond en théorie à 5,75 % de FeO, 25,5 % de Fe2O3 et 38,43 % SO3, et 30,27 % de H2O.
La composition en pourcentage massique d'une copiapite magnésienne octodécahydratée correspond à 3,4 % de MgO, 27 % de Fe2O3 et 40,7 % SO3, et 28,9 % de H2O.
La copiapite est facilement soluble dans l'eau. La solution aqueuse est jaune limpide, mais devient trouble à l'ébullition. La solution est acide, car les ions hydroxydes sont facilement neutralisés par les ions ferriques. C'est la raison pour laquelle pourquoi les eaux de drainage minier sont jaunes et souvent très acides. 
Il est préférable de mettre à l'abri, dans des récipients hermétiques, les échantillons fragiles, de dureté 2,5.
Elle perd progressivement son eau de structure entre 70 °C et 300 °C.
Chauffée au chalumeau, la copiapite forme des globules aimantés.
Les copiapites ferreuses et magnésiennes sont magnétiques.

## Gîtologie
Les copiapites sont des minéraux sulfates basiques de genèse secondaire, ils apparaissent conjointement avec l'halstrichite, la pickeringite, la pyrite, la marcassite, l'hydroxyde de fer, etc.
Les sulfures de fer sont plus facilement oxydés en milieu aride. La copiapite peut être le produit de l'oxydation des diverses pyrites minières, notamment issues des simples mines de charbon, lorsqu'elles sont laissées à l'air.
La copiapite apparaît aussi dans les produits de sublimations des fumerolles. 

### Minéraux associés
- Epsomite, mélantérite, alunogène, fibroferrite, halotrichite, botryogène, butlerite, amarantite, etc.

### Gisements
- Allemagne

Rammelsberg
Harz
- Chili

Copiapo, Chuquicamata, Antofagasta, dans le désert d'Atacama
- Chypre (île)
- Espagne
- États-Unis

Arizona, Bisbee
Californie, Knoxville
Missouri
Nevada, Comstock
- Italie

île d'Elbe
îles Lipari
Sienne, mine de la Cétine, en association avec l'epsomite
- Iran

Sayhand, Yadz Iran
- Suède

Falun
- Tchéquie

Dubnik

## Histoire
Les copiapites sont déjà connues par Agricola sous le nom de Gelb Atrament, c'est-à-dire le jaune de l'encre noire des Anciens. Au siècle des Lumières, le chimiste suédois Johan Gottschalk Wallerius la nomme en latin lapis atramentarius flavus.
Il s'agit essentiellement d'un minéral de collection, à intérêt scientifique.